# Kamenické dláto

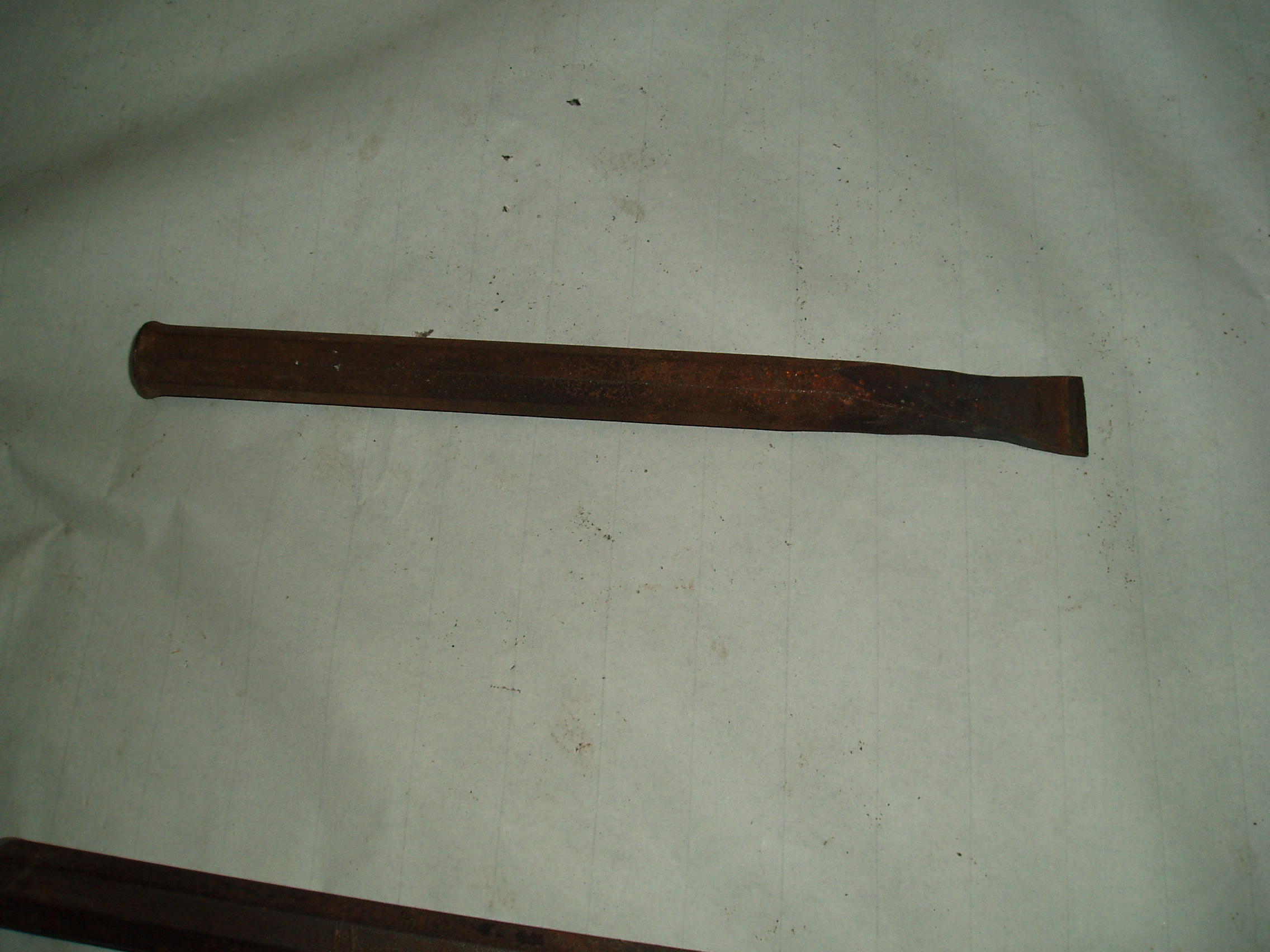
Kamenické nástroje - kamenické dláto

Kamenické ploché dláto je kamenický nástroj pro finální úpravu povrchu kamene. 
Používá se společně s dřevěnou kamenickou paličkou na srovnávání rovin a hran, aby byl povrch jemně vroubkovaný.